# 張璡 (天順進士)
張璡（1428年—？），字廷玉，山西平陽府安邑縣人，明朝政治人物。同進士出身。

## 生平
山西鄉試第五十一名。天順八年（1464年）甲申科會試第二十七名，殿試登進士第三甲第一百四十四名。官至黎平府知府。

## 家族
曾祖父張德臨。祖父張居義。父亲張原吉。有子張芮。